# Ron Vorstermans
Ron Vorstermans (Lierop, 24 juli 1990) is een Nederlandse freelance journalist, presentator, columnist en recensent die is gespecialiseerd in de computerspelindustrie. Vorstermans is eindredacteur van de Nederlandse gamewebsite Gamer.nl en mede-presentator van meerdere game-podcasts. Hij reflecteert in populaire media regelmatig op de game-industrie.

## Loopbaan
Ron Vorstermans rondde in 2012 de studie journalistiek af aan de Fontys Hogeschool van Journalistiek in Tilburg. Hij is sinds 2008 werkzaam als redacteur bij Gamer.nl. In 2010 ging hij daar aan de slag als eindredacteur. 
Vorstermans begon in 2009 in de algemene journalistiek als internetredacteur bij Omroep Brabant. Van 2017 tot 2019 was hij sportpresentator en voetbalverslaggever bij RTL 7. Daarnaast schrijft Vorstermans artikelen voor onder meer NU.nl, Power Unlimited, VICE en Tweakers.

## Podcasts
Vorstermans is ook presentator van de podcasts Ron en Erik Podcast en Powerpraat van Power Unlimited. In 2022 werd de Ron en Erik Podcast genomineerd voor een Dutch Podcast Award. Beide podcasts werden in 2023 opgenomen in het Nederlands Instituut voor Beeld en Geluid.
De Ron en Erik Podcast is de langstlopende Nederlandse podcast over videogames. In april van 2024 behaalde de podcast 500 wekelijkse afleveringen, zonder ooit een week te missen. De podcast gaat over videogames maar duikt ook vaak in het wel en wee van de nationale en internationale game-industrie. De analyses van Vorstermans zijn vaak op macro-economisch niveau. 